# Zarixata (Xiraque)
Zarixata (em armênio: Զարիշատ; romaniz.: Zarišat), Lonjali (Ղոնջալի, Łonǰali) antes de 1991, é uma aldeia no município de Amásia, na província de Xiraque, na Armênia. Fica a 12 quilômetros a nordeste de Amásia, a 7-8 quilômetros a leste do lago Arpi, numa área rochosa. Seu clima é frio e a precipitação é suficiente. É circundada por pradarias e pastagens e sua população subsiste da produção de forragem, cultivo de safras e beterrabas. Suas casas são de pedra, com telhados inclinados. A água é trazida de uma distância de um quilômetro. Sua infraestrutura consiste numa escola, um clube, uma biblioteca e um centro médico. De acordo com o censo de 2011, havia 49 habitantes.